# Mouthwashing
 (novembre 2024).
La mise en forme du texte ne suit pas les recommandations de Wikipédia : il faut le « wikifier ».
Les points d'amélioration suivants sont les cas les plus fréquents. Le détail des points à revoir est peut-être précisé sur la page de discussion.
- Les titres sont pré-formatés par le logiciel. Ils ne sont ni en capitales, ni en gras.
- Le texte ne doit pas être écrit en capitales (les noms de famille non plus), ni en gras, ni en italique, ni en « petit »…
- Le gras n'est utilisé que pour surligner le titre de l'article dans l'introduction, une seule fois.
- L'italique est rarement utilisé : mots en langue étrangère, titres d'œuvres, noms de bateaux, etc.
- Les citations ne sont pas en italique mais en corps de texte normal. Elles sont entourées par des guillemets français : « et ».
- Les listes à puces sont à éviter, des paragraphes rédigés étant largement préférés. Les tableaux sont à réserver à la présentation de données structurées (résultats, etc.).
- Les appels de note de bas de page (petits chiffres en exposant, introduits par l'outil «  Source ») sont à placer entre la fin de phrase et le point final[comme ça].
- Les liens internes (vers d'autres articles de Wikipédia) sont à choisir avec parcimonie. Créez des liens vers des articles approfondissant le sujet. Les termes génériques sans rapport avec le sujet sont à éviter, ainsi que les répétitions de liens vers un même terme.
- Les liens externes sont à placer uniquement dans une section « Liens externes », à la fin de l'article. Ces liens sont à choisir avec parcimonie suivant les règles définies. Si un lien sert de source à l'article, son insertion dans le texte est à faire par les notes de bas de page.
- La présentation des références doit suivre les conventions bibliographiques. Il est recommandé d'utiliser les modèles {{Ouvrage}}, {{Chapitre}}, {{Article}}, {{Lien web}} et/ou {{Bibliographie}}. Le mode d'édition visuel peut mettre en forme automatiquement les références.
- Insérer une infobox (cadre d'informations à droite) n'est pas obligatoire pour parachever la mise en page.

Pour une aide détaillée, merci de consulter Aide:Wikification.
Si vous pensez que ces points ont été résolus, vous pouvez retirer ce bandeau et améliorer la mise en forme d'un autre article.
Mouthwashing est un jeu d'aventure d'horreur psychologique à la première personne développé en 2024 par Wrong Organ et publié par Critical Reflex.
Le jeu suit les cinq membres de l'équipage du vaisseau cargo Tulpar après qu'un mystérieux accident les a laissés bloqués dans l'espace, piégés à l'intérieur du Tulpar tandis que les réserves diminuent. Le capitaine, vivant mais gravement mutilé et incapable de parler ou de bouger, est accusé par le reste de l'équipage d'avoir délibérément causé l'accident pour des raisons inconnues. Le jeu utilise une narration divisée et non linéaire,.

## Système de jeu
Mouthwashing est un jeu d'aventure narratif solo joué à la première personne avec peu de mécanismes de survie ou de combat,. On peut également le décrire comme un walking simulator. Le gameplay consiste principalement à explorer le Tulpar, à dialoguer avec l'équipage et à résoudre des énigmes à l'aide d'objets,.
Présenté comme un récit non linéaire, l'histoire est présentée à travers des scènes disjointes se déroulant dans les semaines et les mois précédant et suivant le crash du Tulpar,. Les sauts dans la chronologie sont parfois délimités par des transitions non diégétiques qui imitent des bogues ou des plantages. Le joueur découvre le point de vue du capitaine Curly dans les scènes précédant le crash, tandis que les scènes se déroulant après le crash sont du point de vue de l'ancien copilote Jimmy, qui assume le rôle de capitaine au lendemain de la catastrophe.

## Scénario
Lors d'une expédition de routine pour l'entreprise fictive de cargo spatial Pony Express, le vaisseau cargo Tulpar est saboté et s'écrase sur un astéroïde. L'équipage, composé du capitaine Curly, du copilote Jimmy, de l'infirmière Anya, du mécanicien Swansea et du stagiaire de dernière minute Daisuke, survit. Cependant, la plupart des ressources du navire sont bloquées par de la mousse semblable à un airbag, protégeant l'équipage d'une décompression mortelle. Curly est également mutilé par l'accident et ne peut ni parler ni bouger ; il est maintenu en vie grâce à un approvisionnement décroissant d'analgésiques. Jimmy se déclare capitaine par intérim en conséquence, affirmant que Curly a provoqué l'accident.
Lorsque la nourriture et les fournitures médicales commencent à manquer après deux mois, l'équipage ouvre la cargaison, pourtant confidentielle, afin de révéler qu'elle ne contient que du bain de bouche. La teneur en sucre et en éthanol les incite à en consommer, et l’ivresse qui s’ensuit exacerbe encore davantage les tensions. Finalement, Anya s'enferme dans l'infirmerie. Après avoir échoué à convaincre Swansea de l'aider à s'infiltrer, Jimmy l'assomme en utilisant un cocktail sans alcool imbibé de la seule bouteille d'alcool à friction du navire et persuade Daisuke à ramper à travers un conduit d'aération endommagé pour atteindre Anya. Cependant, Daisuke est gravement blessé dans le processus, et ses blessures s'infectent lorsque Jimmy utilise le bain de bouche comme désinfectant impromptu. Swansea, qui traitait Daisuke avec protection, abrège ses souffrances à contrecœur de manière grossière avec une hache à incendie, avant de se retourner violemment contre Jimmy.
Des flashbacks sur les jours précédant le crash révèlent que l'équipage du Tulpar devait être licencié après leur livraison ; Curly annonce la nouvelle prématurément, ce qui bouleverse ses coéquipiers car il est le seul à pouvoir subvenir à ses besoins financiers par la suite. Plus tard, lors d'une conversation privée avec Curly, Anya révèle qu'elle est enceinte de l'enfant de Jimmy. D'autres interactions entre Curly et Anya impliquent que Jimmy l'a violée. Curly tente d'apaiser les tensions avec Jimmy, mais Anya révèle sa grossesse à Curly dans le dos de Jimmy. Le stress de son licenciement imminent et la possibilité d'être tenu responsable de la grossesse d'Anya poussent finalement Jimmy à écraser le Tulpar dans une tentative de meurtre-suicide ratée.
De retour dans le présent, Jimmy parvient à accéder à l'infirmerie, où il est révélé qu'Anya s'est suicidée par overdose. Il utilise alors le revolver d'urgence du navire pour tuer Swansea, attestant de la lâcheté et de l'égoïsme de Jimmy dans ses derniers instants. Alors que sa santé mentale décline rapidement, Jimmy organise une fausse fête d'anniversaire avec les cadavres de l'équipage, où il coupe et consomme une partie de la jambe de Curly. Il force également ce dernier à en manger dans une hallucination surréaliste. Après une série de visions supplémentaires où il est mis face à ses actions tout au long du jeu et pour son incapacité à en assumer la responsabilité, Jimmy place Curly dans le seul cryopode fonctionnel du vaisseau, que Swansea gardait auparavant pour Daisuke. Il dit à Curly qu'il était fier d'être son ami et copilote car il l'a toujours soutenu, même si les actions de Jimmy l'ont beaucoup blessé. Jimmy se suicide alors avec le revolver, se considérant toujours comme un héros. Le générique du jeu défile alors que Curly est placé dans un sommeil cryogénique de 20 ans, son sort restant incertain.

## Développement
L'équipe derrière Mouthwashing comprend le producteur Kai Moore, le concepteur audio Martin Halldin, la conceptrice artistique et narrative Johanna Kasurinen, le concepteur et programmeur Jeffrey Tomec et le concepteur technique Dave van Egdom. Les développeurs se sont inspirés de films tels que Alien, Event Horizon, Sunshine, The Thing et Pandorum. Le jeu utilise un style visuel low poly rétro inspiré des titres sortis pour la PlayStation originale. La créatrice artistique Johanna Kasurinen attribue au développeur indépendant Puppet Combo le mérite de lui avoir fait découvrir ce style, déclarant dans une interview avec Rolling Stone que « nous n'avons pas besoin de graphismes de pointe pour créer quelque chose d'impactant ».

### Sortie
Mouthwashing a été annoncé pour la première fois dans le cadre d'une mise à jour gratuite (inspirée de Katamari Damacy) du premier titre du développeur Wrong Organ, How Fish is Made. Une démo du jeu est sortie lors du Steam Next Fest en février 2024 et a reçu un accueil positif,,, avec la sortie du jeu complet sur Steam le 26 septembre 2024.

## Accueil

### Critiques
Le site est très bien accueilli par la presse vidéoludique, avec un score de 83 % calculé par l'agrégateur de critiques OpenCritic. Le site web Hardcore Gamer lui décerne par exemple la note de 3/5, quand Bloody Disgusting lui octroie 4/5, et Paste 8.7/10 .
La structure narrative du jeu a été saluée par les critiques. L'ouverture, qui donne le contrôle au joueur tandis que le personnage du point de vue écrase le Tulpar, a été saluée par les critiques pour Bloody Disgusting et Rock Paper Shotgun pour avoir créé un sentiment immédiat de tension et suscité la curiosité sur ce qui vient de se passer,. En écrivant pour Paste, Elijah Gonzalez a estimé que le récit non linéaire du jeu renforçait le sentiment d'intrigue en suscitant des spéculations sur les événements précédents. Leon Hurley de GamesRadar+ a estimé que l'utilisation d'un récit non linéaire et d'un narrateur non fiable créait un air de mystère et laissait le joueur incertain quant à la véritable nature des événements. Le récit non linéaire a également été salué pour avoir ajouté de la profondeur aux personnages en révélant différents aspects de leurs personnalités,, et pour avoir immergé le joueur dans le décor du Tulpar,.
Les graphismes et le style visuel ont également été bien accueillis. Aaron Boehm de Bloody Disgusting a qualifié les graphismes low-poly de « magnifiques » et Elijah Gonzalez de Paste a déclaré qu'ils « nous invitent à imaginer les détails les plus fins par nous-mêmes »,. Leon Hurley de GamesRadar+ a écrit que « le style d'horreur low poly [de Mouthwashing] cache une direction artistique triple A ». Dans un article pour Hardcore Gamer, Kyle LeClair a comparé les graphismes à ceux des consoles de jeux vidéo de cinquième génération, affirmant qu'ils complètent le style rétro du Tulpar. Cette comparaison avec les titres de cinquième génération a été reprise par Harold Goldberg du New York Times, Azario Lopez de Noisy Pixel et Oisin Kuhnke de VG247,,. Plusieurs sites, dont GamesRadar+, Rock Paper Shotgun et Bloody Disgusting, ont qualifié certains aspects du jeu de « cinématographiques », notamment le cadrage des prises de vue et les transitions instables entre les scènes,,. Cependant, Katy Hanson de Rely on Horror a estimé que les transitions perturbaient le déroulement du jeu.
L'environnement a été globalement bien accueilli. Ed Thorn de Rock Paper Shotgun a qualifié le Tulpar d'« espace brillamment réalisé », citant l'utilisation par le jeu de couloirs sinueux et étroits, mais a fait valoir que certaines scènes tendaient vers « des méandres de tunnel surréalistes ». En revanche, les critiques de Bloody Disgusting et de Rely on Horror ont estimé que le cadre restreint et exigu du début du jeu préparait bien la transition vers des couloirs hallucinatoires. Ted Litchfield de PC Gamer a qualifié le Tulpar de « décor fantastique » et a noté l'inclusion de « superbes détails de personnages » laissés partout dans le navire, tels que des notes, des brochures et des jeux de société à moitié terminés. Cependant, tous les critiques ne sont pas d'accord avec Kyle LeClair de Hardcore Gamer, qui affirme que le nombre limité de lieux rend le jeu désagréablement répétitif.
Les critiques ont apprécié la distribution des personnages. Kyle LeClair de Hardcore Gamer a estimé que les personnages avaient des « personnalités agréables et colorées » et Katy Hanson de Rely on Horror a trouvé qu'ils étaient « charmants et mémorables »,. Dans un article pour PC Gamer, Ted Litchfield considère que l'horreur est fondée sur le drame humain, avec des thèmes tels que « les ambitions déçues, les ressentiments et les regrets de personnes contraintes d'occuper un emploi sans issue ». Les critiques de Paste et de VG247 ont également identifié la satire et l'humour noir dans le traitement de la cupidité des entreprises par le jeu, ce qui a renforcé l'horreur et donné de la profondeur aux motivations des personnages,, bien qu'Elijah Gonzalez de Paste ait estimé qu'Anya était moins bien développée en tant que personnage, ce qui, selon lui, « s'accorde mal avec le fait qu'elle subit constamment des violences verbales de la part de ses collègues masculins ».
Les critiques étaient plus mitigées sur les énigmes du jeu. Ed Thorn de Rock Paper Shotgun a décrit le gameplay comme « simple, mais merveilleusement tactile »  et Ted Litchfield de PC Gamer a estimé que la nature tactile des mini-jeux et leur juxtaposition de nourriture et de chair humaine créaient une horreur corporelle convaincante. Cependant, Katy Hanson de Rely on Horror pensait qu'ils étaient trop simples, ce qui leur donnait « l'impression d'être du travail de bureau », et Kyle LeClair de Hardcore Gamer estimait que les « parties de poursuite ennuyeuses » et les « énigmes non stimulantes » n'étaient pas suffisantes pour justifier que Mouthwashing soit un jeu vidéo plutôt qu'un visual novel. Aaron Boehm, écrivant pour Bloody Disgusting, a soutenu le contraire, affirmant que le gameplay « complète toujours le récit et l'ambiance du jeu d'une manière qui justifie qu'il s'agisse d'un média interactif ». Les critiques dans Bloody Disgusting et Rely on Horror ont salué la subversion des mécanismes traditionnels des jeux vidéo par le jeu, comme son utilisation d'objectifs à l'écran pour créer du suspense,.

#### Retours des joueurs
Mouthwashing a été bien accueilli par le public à sa sortie, obtenant une note « extrêmement positive » sur Steam au cours des deux premières semaines,. « Extrêmement positif » est la note la plus élevée possible qu'un jeu peut obtenir sur la plateforme, indiquant qu'un jeu a reçu au moins 500 avis d'utilisateurs dont au moins 95 % sont positifs.

### Ventes
Le 26 décembre 2024, Mouthwashing franchit le cap des 300 000 unités écoulées.

### Distinctions
| Liste des prix et nominations de Mouthwashing | Liste des prix et nominations de Mouthwashing | Liste des prix et nominations de Mouthwashing | Liste des prix et nominations de Mouthwashing | Liste des prix et nominations de Mouthwashing |
| Prix                                          | Date                                          | Catégorie                                     | Résultat                                      | Réf.                                          |
| --------------------------------------------- | --------------------------------------------- | --------------------------------------------- | --------------------------------------------- | --------------------------------------------- |
| Steam Awards                                  | Décembre 2024                                 | Jeu exceptionnel riche en récits              | Nomination                                    | [ 28 ]                                        |